# 1:42.08
1:42.08 (auch 1:42.08 – A Man and his Car) ist der vierte Kurzfilm des Drehbuchautors, Produzenten und Regisseurs George Lucas und gleichzeitig die letzte Produktion vor seinem Abschluss auf der University of Southern California im Jahr 1967. Da Lucas beabsichtigte, seine Karriere einzig dem Produzieren von Dokumentarfilmen zu widmen, achtete er bei 1:42.08 besonders auf die dokumentarische Aussagekraft des Films, der Lucas’ Leidenschaft, den Motorsport, behandelt.
In dem Film, der eine Spielzeit von sieben Minuten aufweist, spielt der Rennfahrer Pete Brock die Hauptrolle. Für Lucas war es die erste Produktion mit einem 16-mm-Film in Farbe.

## Handlung
Der Film verfolgt die aufwändigen Testvorbereitungen für Pete Brocks Rennwagen, einen gelben Lotus 23, auf der Rennstrecke Willow Springs in Rosamond, Kalifornien. Der Motor startet mit grölendem Lärm und Brock beginnt, seine Runden zu drehen. Immer wieder erscheinen Zwischenabschnitte von Armaturen, Brocks Hand auf dem Schaltknüppel und dem Blick in den Rückspiegel. Brock verliert die Kontrolle über seine Maschine und „würgt“ in einer Kurve den Motor ab. Mithilfe eines geschickten Film- und Soundschnitts gelingt es Lucas, Brocks frustrierten Schrei mit einem Neustart des Motors zusammenzulegen.
Brock setzt seine Testfahrt fort und es folgen Einstellungen, die von einem nachfolgenden Wagen aus gefilmt wurden, sowie Aufnahmen aus einer Bord-Kamera. Am Ende des Tests wird die Stoppuhr eines Schiedsrichters mit einem übertrieben lauten Klick angehalten.